# Siergiej Dworiankow
Siergiej Aleksandrowicz Dworiankow, ros. Сергей Александрович Дворянков (ur. 12 grudnia 1969 w Moskwie, Rosyjska FSRR) – rosyjski trener i sędzia piłkarski.

## Kariera sędziowska
W latach 90. XX wieku rozpoczął karierę sędziowską. Najpierw sędziował mecze regionalne, a w 1997 otrzymał prawo sędziowania we Drugiej Lidze Rosji. Ogółem w II lidze rosyjskiej sędziował 3 mecze jako sędzia główny oraz 9 spotkań jako sędzia liniowy.

## Kariera trenerska
W 1994 rozpoczął pracę szkoleniowca. Najpierw pracował z dziećmi w Szkole Sportowej Buriewiestnik w Moskwie. Od 2005 do 2007 roku prowadził trzecioligowy KamAZ Moskwa. W 2007 dołączył do sztabu szkoleniowego kirgiskiego Dordoju Biszkek, a w 2008 stał na czele klubu, w którym pracował do 18 października 2013. 15 września 2012 został zaproszony na stanowisko selekcjonera narodowej reprezentacji Kirgistanu, którym kierował do wygaśnięcia kontraktu w maju 2014.

## Sukcesy i odznaczenia

### Sukcesy trenerskie
Dordoj Biszkek
- finalista Pucharu Prezydenta AFC: 2008, 2009, 2010
- mistrz Kirgistanu: 2008, 2009, 2011, 2012
- wicemistrz Kirgistanu: 2010
- zdobywca Pucharu Kirgistanu: 2008, 2010, 2012
- finalista Pucharu Kirgistanu: 2013
- zdobywca Superpucharu Kirgistanu: 2012, 2013
- finalista Superpucharu Kirgistanu: 2011